# Tabata Mey
Tabata Mey, née Rainho Goncalves, le 10 février 1978 à Rio de Janeiro (Brésil) est une cheffe cuisinière brésilienne. Depuis 2024, elle est cheffe du restaurant Ombellule à Lyon, avec son mari Ludovic Mey, une étoile Michelin depuis 2025., Son restaurant précédent, Les Apothicaires, avait déjà été étoilé.
Tabata Mey s'est fait connaître du grand public sous le nom de Tabata Bonardi (nom d'épouse issu de son premier mariage) lors de la saison 3 de Top Chef, diffusée sur M6 en 2012, où elle a été demi-finaliste.
Elle a été également « la première femme que Paul Bocuse désigne à la tête de l'un de ses établissements, ».

## Parcours
Tábata Rainho commence des études de médecine au Brésil, avant de décider de se réorienter dans la cuisine. Elle intègre alors comme commis les cuisines une étoile du Pré Catelan de Rio de Janeiro, à l'hôtel Sofitel, où elle est formée par le chef français Roland Villard. Confortée dans son choix professionnel, elle apprend le français à l'Alliance française et vend tous ses biens pour pouvoir financer une formation en France. Elle rencontre le chef Christian Le Squer à Rio, qui accepte de la parrainer. En 2002, Tabata Rainho intègre l’institut Paul Bocuse à Lyon où elle rencontre son premier mari Benjamin Bonardi,. Elle effectue ses stages chez Le Squer au pavillon Ledoyen à Paris, puis chez Nicolas Le Bec à Lyon. Après être retournée pendant un an au Brésil chez Alex Atala, Tabata Rainho revient travailler chez Nicolas Le Bec comme second de cuisine, aidant le chef à décrocher une seconde étoile Michelin,. Pendant qu'il monte d'autres projets, Nicolas le Bec lui délègue les cuisines de son restaurant, où Tabata Rainho  maintient les deux étoiles Michelin,.
En 2010, elle est candidate au concours du meilleur ouvrier de France, où elle finit demi-finaliste. Elle vit difficilement le fait de n'avoir pas obtenu le titre. En 2011, elle participe à l'enregistrement du concours Top Chef sous son nom d'épouse Tabata Bonardi. Elle est éliminée en demi-finale face à Jean Imbert, Norbert Tarayre et Cyrille Zen. L'émission est diffusée sur la chaîne M6 du 30 janvier 2012 au 9 avril 2012. Fin 2012, elle fait partie du jury d'une épreuve de la demi-finale de la saison 4 de Top Chef (diffusée en 2013) aux côtés de Paul Bocuse et Grégory Cuilleron.
En 2013, Paul Bocuse lui confie l'ouverture des cuisines du restaurant Marguerite à Lyon, où elle rencontre Ludovic Mey, qui deviendra son second mari après son divorce d'avec Benjamin Bonardi.
En 2015, Tabata Mey se forme chez René Redzepi au Noma, à Copenhague, où elle est la première femme formée aux fermentations par Lars Williams.
En 2016 elle ouvre son restaurant avec son époux, Ludovic Mey, Les Apothicaires, à Lyon. La même année, le Fooding leur remet le prix du «meilleur sophistroquet».
Avec Ludovic Mey, elle acquiert La Tour Rose en mars 2018 pour y monter un projet d'aire de restauration nommée Food Traboule avec 12 cuisiniers, et une carte inspirée des cuisines du monde. Ce projet voit le jour en janvier 2020. Ce lieu réunit 220 places potentielles. Il ferme en 2024.
Le 27 janvier 2020, Le Figaro l'annonce comme ayant décroché une étoile Michelin, avant la proclamation des résultats officiels qui confirment la récompense. En avril 2023, Ludovic et Tabata Mey ferment leur restaurant étoilé, en vue d'un nouveau projet. Ils ouvrent deux établissements en novembre 2024 : la Brasserie Roseaux et un restaurant gastronomique, Ombelulle.
En mars 2025, Ombelulle obtient une étoile dans le guide Michelin.